# Salto Vitale
«Salto Vitale» (дословно «Сальто Виталия») — трибьют-альбом, выпущенный в октябре 2018 года в честь 60-летия бас-гитариста и основного композитора хэви-метал группы «Ария» Виталия Алексеевича Дубинина. Название альбома является аллюзией на спортивный термин «сальто-мортале».

## История создания
Альбом состоит из шести произведений, пять из которых являются переаранжированными произведениями в исполнении известных рок-звёзд. Песни взяты из «арийских» альбомов «Герой асфальта» (1) и «Химера» (2), а также из сольного проекта Дубинина и Холстинина «АвАрия» (2). А вот заглавное инструментальное произведение «Salto Vitale» было написано Михаилом Бугаевым специально для этого альбома.

## Описание обложки
Обложку альбома оформлял Лео Хао. На ней Виталий Дубинин изображён как бы катающимся на сёрфинге, но на самом деле он стоит на бушприте тонущего корабля. На кончике бушприта логотип «Арии». На левой руке Виталия висит маска для плавания, а через правое плечо перекинута трубка акваланга, соединённая с дыхательным клапаном и шноркелем, поскольку музыкант увлекается дайвингом. За спиной висит бас-гитара, а обе руки показывают характерный рокерский жест «Коза».

## Список произведений
Автором музыки всех произведений, кроме 3, является Виталий Дубинин. Автор текстов — Маргарита Пушкина.
| №  | Название                      | Музыка        | Исполнители                                                                                                   | Длительность |
| -- | ----------------------------- | ------------- | --- | ------------ |
| 1. | «Улица Роз»                   |               | Сергей Сергеев Александр Воробьёв                                                                             | 6:03         |
| 2. | «Такая вот печаль»            |               | «Sunburst» | 3:58         |
| 3. | «Salto Vitale» (инструментал) | Михаил Бугаев | Михаил Бугаев Сергей Сергеев Александр Воробьёв                                                               | 3:17         |
| 4. | «Ужас и страх»                |               | Александр Корпусёв Анатолий Куликов Андрей Шатуновский Андрей Кустарев Павел Сладков                          | 3:49         |
| 5. | «Осколок льда»                |               | Сергей Сергеев Вячеслав Селин Александр Воробьёв                                                              | 4:26         |
| 6. | «Штиль»                       |               | Андрей Кустарев Александр Дронов Евгений Новиков Егор Аверьянов Анатолий Куликов Павел Сладков Вячеслав Селин | 4:41         |